# Otavita
L'otavita és un mineral de la classe dels carbonats que pertany al grup de la calcita. Va ser descoberta l'any 1906 en una mina prop de la localitat d'Otavi de la regió d'Oshikoto (Namíbia), sent anomenada així per aquesta localitat.

## Característiques
És un carbonat de cadmi, anhidre. És l'equivalent amb catió de cadmi de la calcita, amb la qual n'és isoestructural, i pertany al grup amb el mateix nom. Cristal·litza en el sistema trigonal, formant habitualment crostes de petits cristalls romboèdrics. Els seus cristalls solen presentar intercreixements amb els cristalls de smithsonita (ZnCO₃). La seva duresa a l'escala de Mohs es troba entre 3,5 i 4.
Segons la classificació de Nickel-Strunz, l'otavita pertany a «05.AB: Carbonats sense anions addicionals, sense H₂O, alcalinoterris (i altres M2+)» juntament amb els següents minerals: calcita, gaspeita, magnesita, rodocrosita, siderita, smithsonita, esferocobaltita, ankerita, dolomita, kutnohorita, minrecordita, aragonita, cerussita, estroncianita, witherita, vaterita, huntita, norsethita, alstonita, olekminskita, paralstonita, baritocalcita, carbocernaita, benstonita i juangodoyita.

## Formació i jaciments
És un mineral d'aparició rara, que es forma com a mineral secundari a la zona d'oxidació dels jaciments hidrotermals d'altres minerals del cadmi. Sol trobar-se associada a altres minerals com: smithsonita, cerussita, hidrozincita, hemimorfita, atzurita, malaquita, rosasita, olivenita, piromorfita, calcita o fluorita.